# افسانه: یک داستان واقعی
افسانه: یک داستان واقعی (به انگلیسی: FairyTale: A True Story) یک فیلم فانتزی و درام فرانسوی-آمریکایی محصول ۱۹۹۷ به کارگردانی چارلز استاریج و تهیه کنندگی بروس دیوی و وندی فاینرمن است. این فیلم بر اساس داستان پری‌های کاتینگلی ساخته شده‌است. داستان آن در سال ۱۹۱۷ در انگلستان اتفاق می‌افتد و دو کودک را دنبال می‌کند که عکسی می‌گیرند که تصور می‌شود اولین شواهد علمی از وجود پریان باشد. این فیلم توسط آیکون پروداکشنز تولید شد و توسط پارامونت پیکچرز در ایالات متحده و توسط برادران وارنر در سطح بین‌المللی توزیع شد.

## داستان
دو دختر خردسال از منظره‌ای عکس می‌گیرند که باعث می‌شود برخی از مردم با توجه به شواهد علمی درون عکس باور کنند که جن‌ها وجود دارند!

## بازیگران
- پیتر اوتول در نقش آرتور کانن دویل
- فلورانس هوث در نقش السی رایت
- الیزابت ارل در نقش فرانسیس گریفیث
- هاروی کایتل در نقش هری هودینی
- پل مک‌گان در نقش آرتور رایت
- بیل نای در نقش ادوارد گاردنر
- فیبی نیکولز در نقش پولی رایت
- آنا چنسلر در نقش پیتر پن
- مل گیبسون در نقش گروهبان سرگرد گریفیث
- دان هندرسون در نقش سیدنی چالکر

## تولید
مکان‌های فیلمبرداری عبارتند از تالار شهر کاتینگلی، کاتینگلی بک، و ایستگاه راه‌آهن کیگلی. این فیلم توسط شرکت تولید مل گیبسون آیکون پروداکشنز تهیه شده‌است و مل گیبسون در نقشی کوتاهی ظاهر می‌شود.

## بازخوردها
این فیلم نقدهای متفاوتی از منتقدان دریافت کرد، زیرا امتیاز ۵۷٪ را در راتن تومیتوز از ۲۳ بررسی دارد. این فیلم کمی بیش از ۱۴ میلیون دلار در ایالات متحده و کانادا فروخت. در بریتانیا، فیلم ۲٫۴ میلیون پوند (۴ میلیون دلار) برای مجموع بیش از ۱۸ میلیون دلار در سراسر جهان فروخت.